# Fredrik Adlercreutz

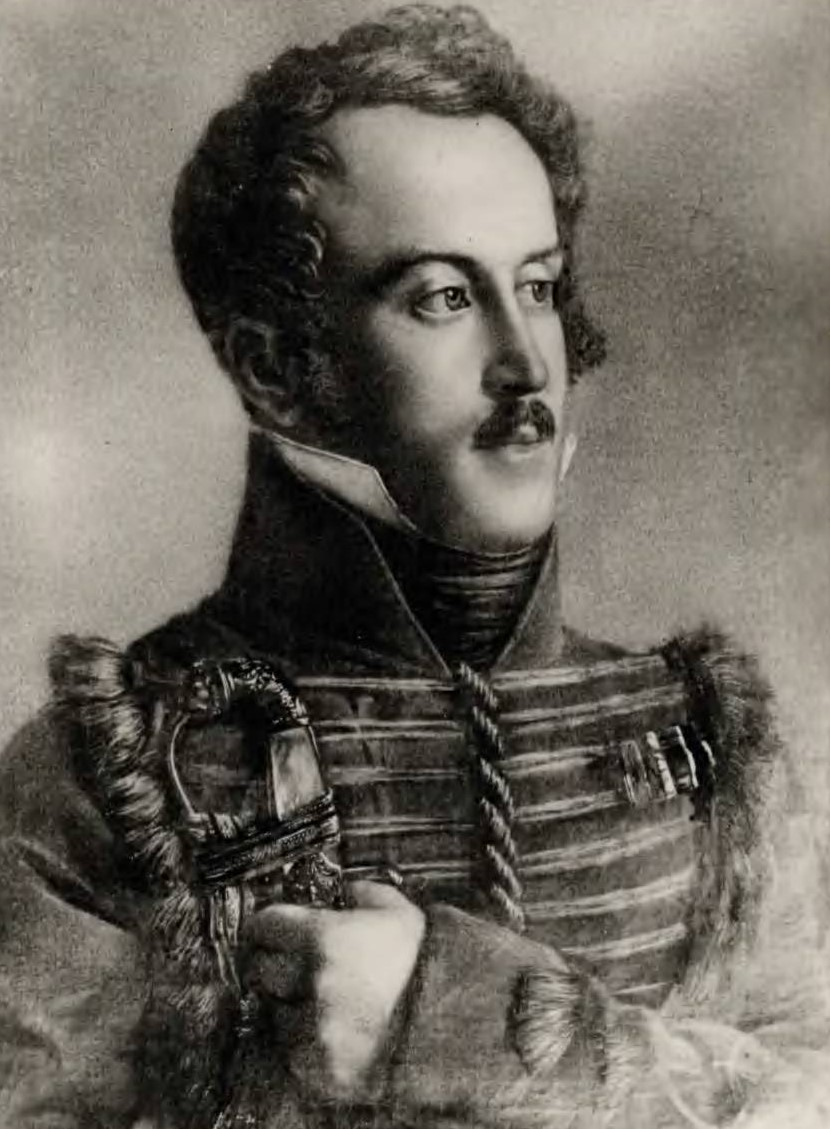
Fredrik Adlercreutz

Fredrik Thomas Adlercreutz, seit 1814 Graf (* 1793 in Porvoo, Finnland; † 9. November 1852 in Stockholm) war ein schwedischer Militär, Konsul und Gouverneur.
Adlercreutz war schwedischer und norwegischer Generalkonsul in Caracas und kämpfte in Bolivars Feldzug in Südamerika.

## Familie
Adlercreutz war ein Sohn von Graf Carl Johan Adlercreutz und dessen Frau Henrietta Amalia (geborene Freiin von Stackelberg, Tochter des Generalleutnants Bernt Fredrik Johan Stackelberg) und wuchs auf den Gütern Gammelbacka und Kiala bei Borgå (finnisch Porvoo) in Finland auf.